# Kutná Hora-i járás

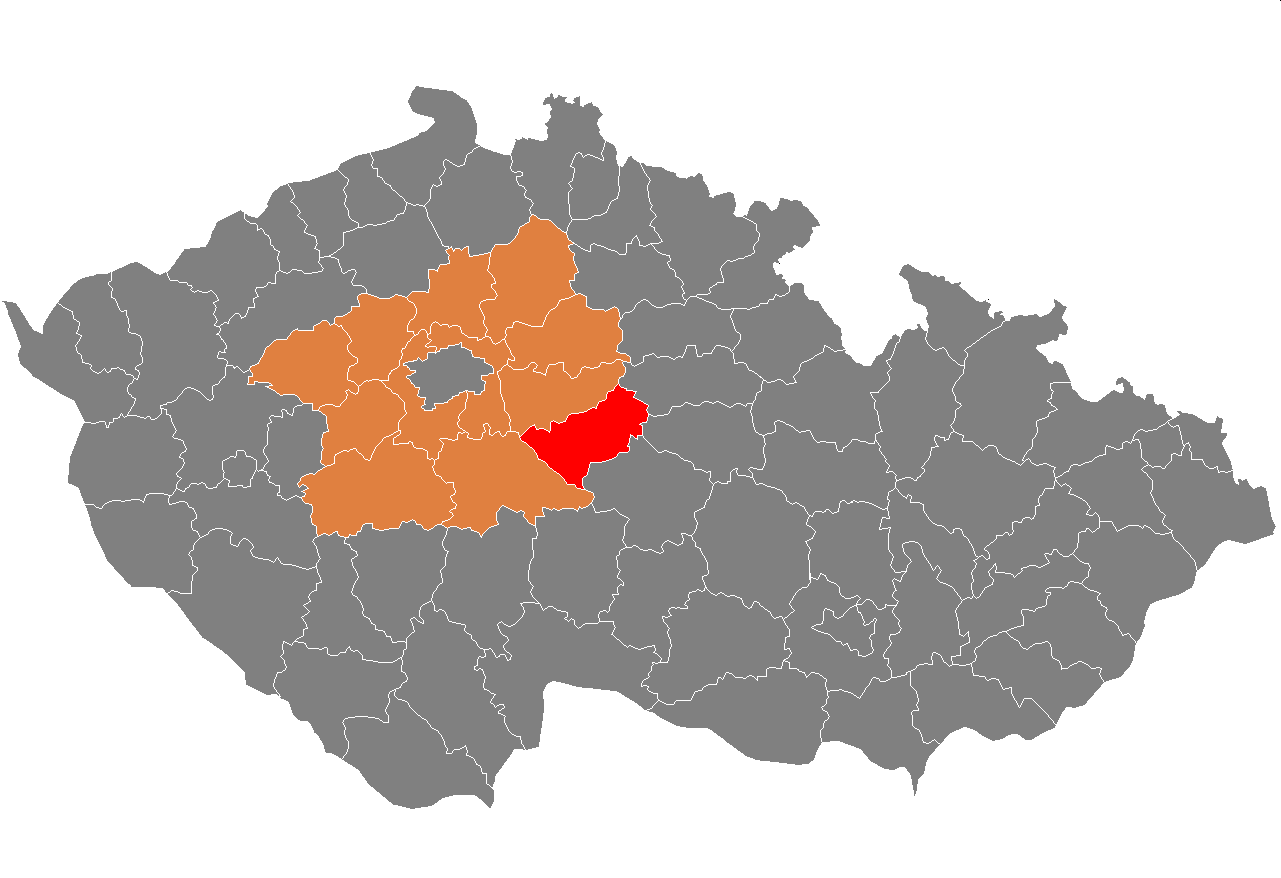
A Kutná Hora-i járás

Kutná Hora-i járás (csehül: Okres Kutná Hora) közigazgatási egység Csehország Közép-csehországi kerületében. Székhelye Kutná Hora. Lakosainak száma 73 602 fő (2007). Területe 916,93 km².

## Városai, mezővárosai és községei
A városok félkövér, a mezővárosok dőlt, a községek álló betűkkel szerepelnek a felsorolásban.
Adamov •
Bernardov •
Bílé Podolí •
Bludov •
Bohdaneč •
Brambory •
Bratčice •
Čáslav •
Čejkovice •
Černíny •
Červené Janovice •
Čestín •
Chabeřice •
Chlístovice •
Chotusice •
Církvice •
Dobrovítov •
Dolní Pohleď •
Drobovice •
Hlízov •
Horka I •
Horka II •
Horky •
Horušice •
Hostovlice •
Hraběšín •
Kácov •
Kluky •
Kobylnice •
Košice •
Krchleby •
Křesetice •
Kutná Hora •
Ledečko •
Malešov •
Miskovice •
Močovice •
Nepoměřice •
Nové Dvory •
Okřesaneč •
Onomyšl •
Opatovice I •
Paběnice •
Pertoltice •
Petrovice I •
Petrovice II •
Podveky •
Potěhy •
Rašovice •
Rataje nad Sázavou •
Řendějov •
Rohozec •
Samopše •
Schořov •
Šebestěnice •
Semtěš •
Slavošov •
Soběšín •
Souňov •
Staňkovice •
Starkoč •
Štipoklasy •
Suchdol •
Sudějov •
Svatý Mikuláš •
Třebešice •
Třebětín •
Třebonín •
Tupadly •
Uhlířské Janovice •
Úmonín •
Úžice •
Vavřinec •
Vidice •
Vinaře •
Vlačice •
Vlastějovice •
Vlkaneč •
Vodranty •
Vrdy •
Záboří nad Labem •
Žáky •
Zbizuby •
Zbraslavice •
Zbýšov •
Žehušice •
Žleby •
Zruč nad Sázavou

## Fordítás
- Ez a szócikk részben vagy egészben  a   Kutná Hora District című angol Wikipédia-szócikk ezen változatának fordításán alapul.  Az eredeti cikk szerkesztőit annak laptörténete sorolja fel. Ez a jelzés csupán a megfogalmazás eredetét és a szerzői jogokat jelzi, nem szolgál a cikkben szereplő információk forrásmegjelöléseként.
- Ez a szócikk részben vagy egészben  az   Okres Kutná Hora című cseh Wikipédia-szócikk ezen változatának fordításán alapul.  Az eredeti cikk szerkesztőit annak laptörténete sorolja fel. Ez a jelzés csupán a megfogalmazás eredetét és a szerzői jogokat jelzi, nem szolgál a cikkben szereplő információk forrásmegjelöléseként.